# Columbine
Columbine je census-designated place ve státě Colorado ve Spojených státech amerických. Je spravováno Arapahoe County a Jefferson County. Nachází se jižně od Denveru, největšího coloradského města. Na východě pak sousedí s městy Littleton, Columbine Valley a na západě sousedí s komunitou Ken Caryl. 
K roku 2020 zde žilo 25 229 obyvatel. S celkovou rozlohou 17 km² byla hustota zalidnění 1 400 obyvatel na km². Místo se stalo předmětem zájmu médií poté, co zde v dubnu 1999 došlo k masakru na Columbine High School, která se zde nachází.  